# Zarlardinge
Zarlardinge is een dorp in de Belgische provincie Oost-Vlaanderen en een deelgemeente van de stad Geraardsbergen, het was een zelfstandige gemeente tot aan de gemeentelijke herindeling van 1977. Het dorpscentrum ligt nog geen kilometer ten westen van dat van Goeferdinge. De plaats ligt in de Denderstreek. In het dorp staat Molen Ter Walle. 

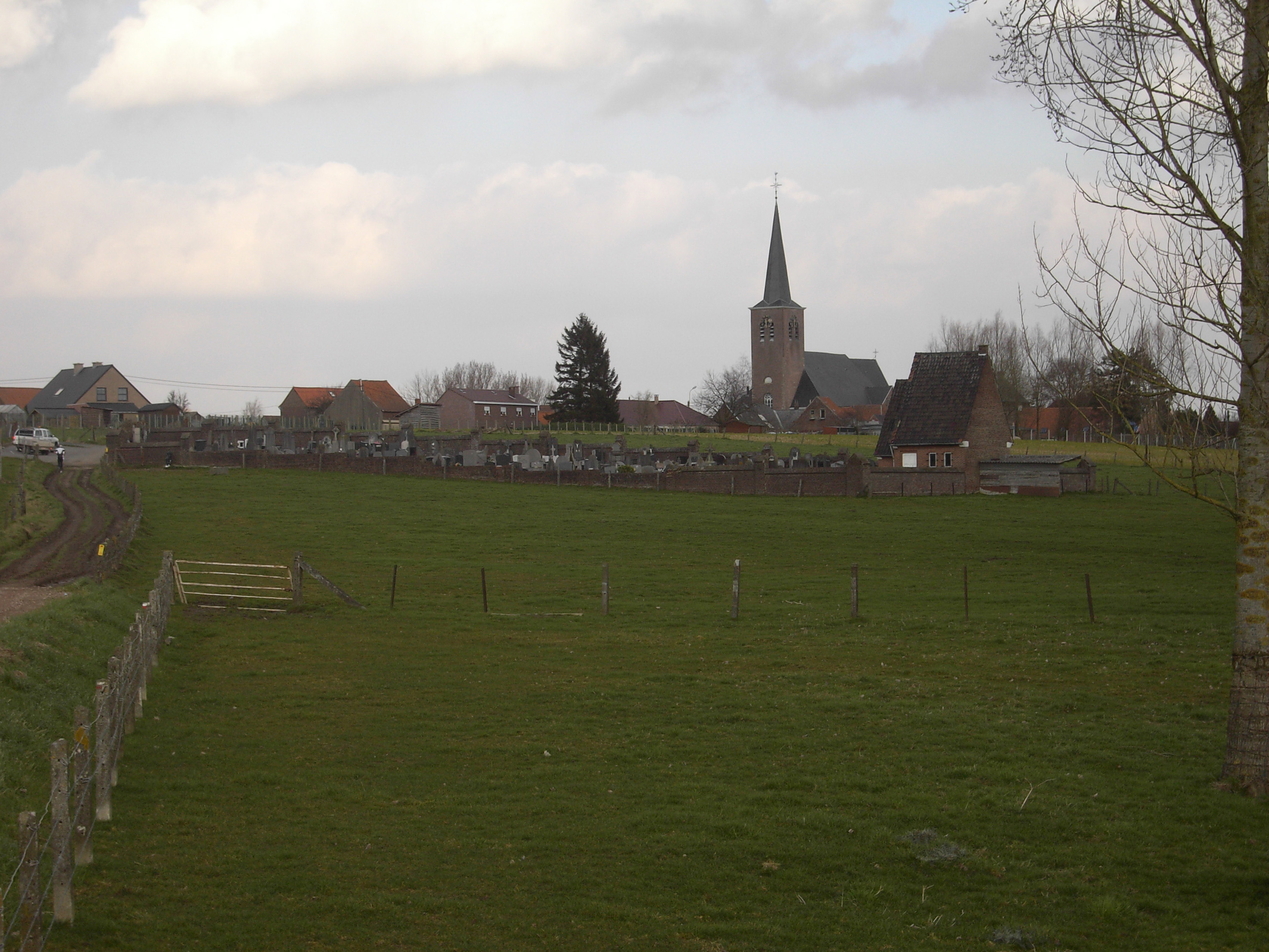
Zicht op Zarlardinge

## Bezienswaardigheden
- De Molen Ter Walle
- De Onze-Lieve-Vrouwekerk

## Natuur en landschap
Zarlardinge ligt in de Vlaamse Ardennen op een hoogte van 27-70 meter. Ten noorden van de kom stroomt de Molenbeek in oostelijke richting naar de Dender.

## Demografische ontwikkeling
- Bronnen:NIS, Opm:1831 tot en met 1970=volkstellingen; 1976 = inwoneraantal op 31 december

## Evenementen
De trippenworp en verering van St-Antonius op 17 januari. 
De kermis in deze deelgemeente van Geraardsbergen georganiseerd rond het begin van het schooljaar.

## Trivia
- De meeste beelden uit de K3-film K3 Dierenhotel zijn opgenomen in Zarlardinge.
- Nachtwacht (televisieserie) van Studio 100 werd hier opgenomen in april 2017.

## Nabijgelegen kernen
Goeferdinge, Parike, Everbeek-Beneden, Overboelare, Twee-Akren
Deelgemeenten: Geraardsbergen · Goeferdinge · Grimminge · Idegem · Moerbeke · Nederboelare · Nieuwenhove · Onkerzele · Ophasselt · Overboelare · Schendelbeke · Smeerebbe-Vloerzegem · Viane · Waarbeke · Zandbergen · Zarlardinge

Overige plaatsen: Atembeke · Smeerebbe · Vloerzegem

Belgische gemeenten · Arrondissement Aalst · Oost-Vlaanderen · Vlaanderen